# Cepivo proti črnim kozam
Cepivo proti črnim kozam je bilo prvo cepivo v zgodovini, ki so ga izdelali proti nalezljivi bolezni. Leta 1796 je britanski zdravnik Edward Jenner prikazal, da se lahko pri osebi, ki je izpostavljena relativno nenevarnemu virusu kravjih koz razvije imunost proti smrtno nevarni okužbi s črnimi kozami. Cepljenje z virusom kravjih koz se je uporabljalo vse do 20. stoletja, ko so razvili sodobno cepivo proti črnim kozam. Med letoma 1958 in 1977 je Svetovna zdravstvena organizacija izvajala svetovno kampanjo cepljenja proti črnim kozam, s čimer so dosegli popolno izkoreninjenje bolezni. Šlo je za prvi in doslej edini primer izkoreninjenja nalezljive bolezni med ljudmi. Ker se bolezen več ne pojavlja, se tudi rutinsko cepljenje proti črnim kozam med splošnim prebivalstvom več ne uporablja. Se pa cepivo še vedno proizvaja za zaloge v primeru bioterorističnega napada, napada z biološkim orožjem ter za zaščito ljudi pred okužbo z opičjimi kozami.
Izraz vakcina, tujka za ˈcepivoˈ, izvira iz latinske besede za kravo, kar odraža izvor prvega cepiva (kravje koze).  Edward Jenner je bolezen pri kravah imenoval variolae vaccinae (kar pomeni dobesedno ˈkravje kozeˈ). Vendar pa pravi izvor virusa, ki ga je Jenner uporabil za cepljenje, ostaja zamegljen. Allan Watt Downie je leta 1939 ugotovil, da virus, ki se uporablja za cepljenje proti črnim kozam, ni isti kot tisti, ki povzroča kravje koze. Tako imenovani virus vakcinije so kasneje spoznali za ločeno vrsto virusa. Sekvenciranje celega virusnega genoma je pokazalo, da je virus vakcinije najbolj soroden virusu konjskih koz.

## Vrste cepiv

### »Telečja limfa«
»Telečja limfa« je bilo poimenovanje za vrsto cepiva proti črnim kozam, ki so jo uporabljali v 19. stoletju, proizvodnja pa je potekala vse do 70-ih let dvajsetega stoletja. Telečjo limfo so v Italiji poznali že leta 1805, svet pa je spoznal tehnologijo pridobivanja šele po predstavitvi na konferenci »Lyon Medical« leta 1864. Leta 1898 je telečja limfa postala standardni način cepljenja proti črnim kozam v Združenem kraljestvu, ko so dokončno prepovedali cepljenje »z roke na roko«, in sicer zaradi zapletov, kot so sočasen prenos okužbe s sifilisom, šenom ali celo samimi črnimi kozami.

### Dryvax
Dryvax je bilo cepivo proti črnim kozam z živim virusom, pridobljeno s sušenjem z zamrzovanjem iz telečje limfe in so ga proizvajali v času naporov izkoreninjenja bolezni. Cepivo je bilo učinkovito in je sprožilo zadosten imunski odziv pri okoli 95 % cepljenih oseb. Do hudih neželeni učinek|neželenih učinkov je prišlo pri 1–2 % oseb, ki so prejeli cepivo.
Do trenutka opustitve proizvodnje je bilo najstarejše cepivo proti črnim kozam na trgu; konec 19. stoletje ga je ustvarilo podjetje American Home Products, predhodnik podjetja Wyeth. Razvili so ga iz virusnega seva NYCBOH. V 40-ih letih dvajsetega stoletja je bil Wyeth vodilni ameriški proizvajalec cepiva, v 60-ih letih pa celo edini na trgu. Po razglasitvi svetovnih zdravstvenih oblasti v 80-ih letih dvajsetega stoletja, da je bolezen izkoreninjena, je podjetje prenehalo proizvajati cepivo. Ameriški Centri za nadzor in preprečevanje bolezni (CDC) so imeli še naprej zalogo cepiva za izredne razmere. Leta 2003 so s to zalogo pomagali omejiti izbruh opičjih koz v ZDA. Februarja 2008 je CDC dal v uničenje zadnjih 12 milijonov odmerkov cepiva Dryvax; zalogo so nadomestili z novim cepivom ACAM2000, sodobnejšo različico cepiva, ki ga proizvajajo v laboratorijih podjetja Acambis, ki je del družbe Sanofi Pasteur.
V cepivu Dryvax so bili lahko v sledovih prisotni naslednji antibiotiki (zaradi njihovega dodajanja v postopku priprave): neomicinijev sulfat, klortetraciklinijev klorid, polimiksin B sulfat in dihidrostreptomicinijev sulfat.

### ACAM2000
ACAM2000 je cepivo proti črnim kozam, ki ga je razvilo podjetje Acambis. V ZDA ga je Urad za prehrano in zdravila (FDA) za klinično uporabo odobril 31. avgusta 2007. Vsebuje živ virus vakcinije, kloniran iz istega seva, kot so ga uporabljali v zgodnejšem cepivu Dryvax. Virus v cepivu Dryvax so pridobivali v telečji koži in ga nato sušili z zamrzovanjem, virus v ACAM2000 pa v ledvičnih epitelijskih celicah (celicah Vero) afriških opic vrste zamorska mačka (Chlorocebus sabaeus). Učinkovitost in varnostni profil obeh cepiv sta podobna. Cepivo ni na voljo za rutinsko cepljenje ameriškega prebivalstva, se pa uporablja v vojski in oblasti imajo zaloge za izredne razmere.
Kapljica cepiva ACAM2000 se aplicira podkožno s 15 vbodi z dvorogo iglo. ACAM2000 se ne sme injicirati intradermalno (v kožo), podkožno, v mišico ali v veno.

### Imvanex
Imvanex (MVA-BN v ZDA; Imvamune v Kanadi; Jynneos je živo, nereplicirajoče se cepivo proti črnim kozam in opičjim kozam, ki ga je razvilo in ga proizvaja podjetje Bavarian Nordic. Izdelano je iz oslabljenega modificiranega seva virusa vakcinije Ankara. V Evropski uniji so ga odobrili za preprečevanje črnih koz pri odraslih julija 2013, odobrila ga je tudi Kanada. Za odobritev v ZDA so bile izvedene dodatne klinične raziskave in ameriški Urad za prehrano in zdravila je cepivo odobril septembra 2019.
Cepivo Imvanex vsebuje modificiran virus vakcinije Ankara; gre za oslabljen virus, ki se v človeških celicah ne replicira in zato ne povzroča nekaterih neželenih učinkov, ki se lahko pojavijo pri neoslabljenih cepivih in ki so lahko tudi hudi. Cepiva z neoslabljenim virusom vsebujejo druge virusne seve in ker se v človeškem orgsnizmu replicirajo, niso priporočljiva za posameznike z oslabelim imunskim sistemom ali nekaterimi kožnimi boleznimi z luščenjem povrhnjice, kot sta ekcem in atopijski dermatitis. V nasprotju s cepivi z neoslabljenim virusom se Imvanex daje s podkožno injekcijo in ne s postopkom skarifikacije z dvorogo iglo.
Ameriške oblasti imajo zalogo več milijonov odmerkov cepiva za uporabo v izrednih razmerah pri ljudeh z oslabelim imunskim sistemom ali atopijskim dermatitisom.

## Izvor
Izvor sodobnega cepiva proti črnim kozam ni povsem jasen. Edward Jenner je svoje cepivo pridobil iz krav in virus zato poimenoval vaccinia, po latinski besedi za kravo. Jenner je verjel, da tako virus kravjih koz kot črnih koz izvirata iz konjev in da sta se prenesla na krave.:52–53 Nekateri zdravniki so vsled tej domnevi paciente inokulirali z virusom konjskih koz. Zadeva se je nadalje zameglila, ko je Louis Pasteur odkril tehniko za izdelavo cepiv v laboratoriju konec 19. stoletja. Medicinski raziskovalci so izvajali zaporedne pasaže virusov, pri tem pa niso vodili natančnih zapisov in posledično izvir virusnih sevov, uporabljenih v sodobnih cepivih, ni znan.:4
V začetku 20. stoletja je zavladala zmeda glede izvora virusnega seva v cepivu. Ni bilo jasno, ali je virus v cepivu virus črnih koz, virus kravjih koz ali virus konjskih koz. V medicinski in znanstveni skupnosti se je pojavilo več hipotez. Nekateri so domnevali, da je bila krava, iz katere je Edward Jenner pridobil izvorno cepivo, slučajno okužena s črnimi kozami. Drugi so predpostavili, da imata virus črnih koz in virus vakcinije skupnega predhodnika.:64 Leta 1939 je Allan Watt Downie dokazal, da je virus vakcinije serološko drugačen kot divji virus črnih koz. S to ugotovitvijo so začeli virusa obravnavati kot ločeni vrsti.  Virus vakcinije (vaccinia) se danes nanaša le na virus, ki ga vsebujejo cepiva proti črnim kozam.

## Cepljenje proti črnim kozam v Sloveniji
Cepljenje proti črnim kozam na naših tleh sega približno v leto 1800 in odtlej s cepljenjem niso prenehali vse do izkoreninjenja bolezni. Na Kranjskem in Goriškem je bilo leta 1801 cepljenje uvedeno po zaslugi Vincenca Kerna in Antona Muznika, v istem času pa verjetno tudi v Istri. Cepljenje proti črnim kozam je podpirala že prva avstrijska oblast, obvezno pa je postalo pod Francozi, ko so zavladali Ilirskim provincam. V času vnovične nadvlade Avstrijskega cesarstva je bilo v 20. letih 19. stoletja cepljenje predpisano v deželnih zakonikih. Menjave oblasti so sicer prinesle določene spremembe pri regulativih in izvajanju cepljenja, vendar pa cepljenja nikoli niso opustili, niti v času svetovnih vojn. 
Do leta 1972 je bilo cepljenje proti črnim kozam obvezno za otroke v starosti treh mesecev, ki so bili nekaj let kasneje revakcinirani. Cepljene so bile tudi osebe, ki so potovale v državo, v kateri so bile koze ali v državo, ki je zahtevala cepljenje. Od leta 1973 je bilo cepljenje obvezno za otroke pri dveh do treh letih in šolske otroke pri vstopu v šolo ter v starosti 14 let. Leta 1976 se je cepljenje proti kozam za otroke podaljšalo do dopolnjenih štirih let in za šolske otroke v 1. in 8. razredu. Z letom 1979 je bilo cepljenje proti črnim kozam obvezno le še za osebe, ki so potovale v državo, v kateri se je okužba pojavljala, ali v državo, ki je cepljenje zahtevala. To je veljalo do leta 1983, v programu cepljenja za leto 1984 pa cepljenje proti črnim kozam ni bilo več zajeto. Odtlej cepljenje ni bilo več mogoče, ker so uničili vse zaloge cepiva. Bolezen je namreč že bila izkoreninjena.